# Ronny Naftaniel
Ronald Maurice (Ronny) Naftaniel (Amsterdam, 10 oktober 1948) is een Nederlandse activist van Joodse komaf. Van 1980 tot 2013 was hij directeur van het Centrum Informatie en Documentatie Israel (CIDI) in Den Haag.

## Levensloop
Naftaniel werd geboren in Amsterdam, als enig kind in een Joods gezin. Zijn Duitse vader en Nederlandse moeder overleefden Kamp Westerbork. Naftaniel doorliep de hbs-b aan het Amsterdams Lyceum waar hij in 1968 eindexamen deed. Hierna volgde hij de studie bedrijfseconomie aan de Universiteit van Amsterdam, waarin hij in 1976 cum laude afstudeerde. Van 1972-1974 was hij docent statistiek aan de Christelijk Sociale Academie in Amsterdam, CICSA. Van 1976-1978 was hij directeur van de Handelsvereniging v/h B. Stuiver.
Vanaf eind jaren zestig groeide binnen de Nederlandse politiek de kritiek op Israël en de steun voor Palestijns zelfbeschikkingsrecht, vooral binnen linkse partijen. Dit veranderende klimaat vormde de achtergrond waartegen Naftaniel zich zou gaan inzetten voor pro-Israëlische standpunten. In november 1973 was Naftaniel een van de initiatiefnemers van de Werkgroep Israël, die pleitte voor een onafhankelijke Palestijnse staat, naast een erkend Israël. Later werd hij voorzitter. In 1976 werd hij hoofdmedewerker van het CIDI, waarvan hij in 1980 directeur werd. Het CIDI was mede op initiatief van de Israëlische ambassadeur eveneens in 1973 opgericht om tegenwicht te bieden aan de groeiende kritiek op Israël. Als directeur van het CIDI onderhield Naftaniel nauwe contacten met de Israëlische ambassade en stemden hij zijn uitlatingen met hen af. Daarnaast was hij in 1978 correspondent voor het ANP.
In 1993 werd Naftaniel uitvoerend vicevoorzitter van het Europees Joods Informatiecentrum, CEJI in Brussel. Hij is penningmeester van het Centraal Joods Overleg, de koepel van Joodse organisaties van Nederland. Als zodanig was hij een van de hoofdonderhandelaars met de regering en het bedrijfsleven over restitutie van Joodse tegoeden uit de Tweede Wereldoorlog. In het totaal werd na lange onderhandelingen bijna 400 miljoen euro teruggegeven. Sinds 2003 is Naftaniel voorzitter van het Joods Humanitair Fonds.
Op 18 maart 2013 trad Naftaniel terug als directeur van het CIDI waar hij werd opgevolgd door Esther Voet. Tot zijn pensionering in november 2013 bleef hij als adviseur aan de organisatie verbonden.
In maart 2024 verliet Naftaniel de PvdA nadat GroenLinks-PvdA buitenland-woordvoerder Kati Piri vond dat president Yitzhak Herzog niet op de opening van het Nationaal Holocaustmuseum had moeten zijn in verband met zijn rol en verantwoordelijkheid voor het ernstige risico op genocide in Gaza. Naftaniel gaf aan dat dit voor hem "de deur dicht deed" en dat de PvdA de opening politiek had gemaakt door dit statement te maken tegen de wensen van zionistische lobbynetwerken in.

## Werken
Naftaniel heeft een aantal boeken en brochures op zijn naam staan, waaronder:
- De Arabische boykot en Nederland
- Naftaniel, Ronny, Simon Schoon (1986). De zaak Goeree. Kok, Kampen, 128 p.. ISBN 90-242-4608-3.
- Naftaniel, Ronald Maurice (1996). Dossier Iran: profiel van een terroristisch bewind. Centrum Informatie en Documentatie Israel, Den Haag, 18 p..

## Onderscheiding
- Officier in de Orde van Oranje-Nassau (27 april 2001)